# Assigny (Seine-Maritime)
Assigny ist eine Commune déléguée in der französischen Gemeinde Petit-Caux mit 388 Einwohnern (Stand 1. Januar 2022) im Département Seine-Maritime in der Region Normandie. 
Die Gemeinde Assigny wurde am 1. Januar 2016 mit 17 weiteren Gemeinden zur Commune nouvelle Petit-Caux zusammengeschlossen. Sie hat seither den Status einer Commune déléguée. Die Gemeinde Assigny gehörte zum Arrondissement Dieppe und zum Kanton Dieppe-2 (bis 2015 Kanton Dieppe-Est).

## Geographie
Assigny liegt etwa 16 Kilometer nordöstlich von Dieppe.

## Bevölkerungsentwicklung
| Jahr                      | 1962 | 1968 | 1975 | 1982 | 1990 | 1999 | 2008 |
| Einwohner                 | 259  | 248  | 237  | 238  | 287  | 306  | 339  |
| Quelle: Cassini und INSEE |      |      |      |      |      |      |      |

## Sehenswürdigkeiten
- Kirche Saint-Médard
- Kriegerdenkmal